# Lac Sayram
Pour les articles homonymes, voir Sayram.
Le lac Sayram (chinois simplifié : 塞里木湖 ; pinyin : Sàilǐmù hú) est un lac situé près des Monts Tian dans la préfecture autonome mongole de Börtala au sein de la région autonome de Xinjiang en République populaire de Chine.